# Europese weg 31
De Europese Weg 31 of E31 is een Europese weg die loopt van Rotterdam in Nederland naar Ludwigshafen am Rhein en Hockenheim in Duitsland.

## Algemeen
De Europese weg 31 is een Klasse A Noord-Zuid-verbindingsweg en verbindt het Nederlandse Rotterdam met het Duitse Hockenheim en komt hiermee op een afstand van ongeveer 520 kilometer. De route is door de UNECE als volgt vastgelegd: Rotterdam - Gorinchem - Nijmegen - Goch - Krefeld - Keulen - Koblenz - Bingen am Rhein - Ludwigshafen am Rhein en Hockenheim.

## Plaatsen langs de E31
Nederland
- Papendrecht
- Gorinchem
- Tiel
- Nijmegen
- Boxmeer

Duitsland
- Goch
- Krefeld
- Kamp-Lintfort
- Moers
- Neuss
- Keulen
- Bonn
- Koblenz
- Mainz
- Ludwigshafen am Rhein
- Hockenheim